# Sázkový kurz
Sázkový kurz je číslo, které udává kolikanásobek sázky dostane sázející od sázkaře, když sázející správně uhádne budoucí událost (výsledek sportovního utkání nebo např. který z kandidátů bude zvolen za prezidenta). Sázkový kurz na sportovní utkání nebo jakoukoli jinou událost vychází hlavně ze statistické pravděpodobnosti s jakou se událost opakuje, nebo ekvivalentně z poměru pravděpodobností (anglicky "odds"). V případě voleb vychází z průzkumu veřejného mínění (kolik procent voličů je rozhodnuto kandidáta volit).

## Výpočet sázkového kurzu (příklad)
V posledních 100 zápasech dosáhl tým následující výsledků:
- prohra 20x
- remíza 30x
- výhra 50x
- neprohra = výhry + remízy = 50 + 30 = 80x

### Spravedlivý kurz
- prohra: K = 1 + (remízy+výhry)/prohry = 1 + (30+50)/20 = 5
- remíza: K = 1 + (prohry+výhry)/remízy = 1 + (20+50)/30 = 3,33
- výhra: K = 1 + (prohry+remízy)/výhry = 1 + (20+30)/50 = 2
- neprohra: K = 1 + prohry/neprohry = 1 + 20/80 = 1,25

Číslo 1 ve výpočtu znamená, že sázející dostane nazpět svoji sázku. Zlomek znamená kolik peněz dostane navíc.
Spravedlivý kurz je vlastně převrácená hodnota pravděpodobnosti (např. kurz výhry K = 1 + (prohry+remízy)/výhry = (výhry+prohry+remízy)/výhry = (všechny události)/výhry = 1/Pvýhra).

### Sázkařem upravený (snížený) kurz
Přenásobením zlomku číslem menším než 1 sníží sázkař množství peněz, které by měl sázející dostat. Čím menší číslo, tím větší výhoda (větší zisky, menší ztráty) pro sázkaře. Při příliš nízkých kurzech však sázející půjdou raději sázet někam, kde mají kurzy vyšší. Výšku kurzů tedy převážně určuje konkurence sázkaře a ne sázející. Sázení za kurz, díky kterému je prohra pravděpodobnější než výhra, se nazývá hazard. 
- prohra: K = 1 + 0,8·(remízy+výhry)/prohry = 1 + 0,8·(30+50)/20 = 4,2
- remíza: K = 1 + 0,8·(prohry+výhry)/remízy = 1 + 0,8·(20+50)/30 = 2,87
- výhra: K = 1 + 0,8·(prohry+remízy)/výhry = 1 + 0,8·(20+30)/50 = 1,8
- neprohra: K = 1 + 0,8·prohry/neprohry = 1 + 0,8·20/80 = 1,2

Tím pádem by převod takto upraveného kurzu na očekávanou pravděpodobnost události byl možný pomocí vzorce 
pravděpodobnost = 1 / (((kurs - 1) / 0,8) + 1).

### Kontrola výpočtu
Pro kontrolu je sestavena statistika, která bude simulovat výsledky týmu odpovídající současným statistikám. Do deseti budoucích zápasů jsou rozděleny prohry, remízy a výhry tak, aby odpovídaly současné statistice. Při sázení za spravedlivý kurz by sázející neměl nic prodělat ani vydělat. Na deset budoucích zápasů sázející vsadil 1 Kč na každý zápas (celkem tedy 10 Kč) např. na výhru za spravedlivý kurz K = 2.
- 1.  zápas: výhra, zisk je 1 Kč
- 2.  zápas: remíza, zisk je -1 Kč
- 3.  zápas: výhra, zisk je 1 Kč
- 4.  zápas: prohra, zisk je -1 Kč
- 5.  zápas: remíza, zisk je -1 Kč
- 6.  zápas: prohra, zisk je -1 Kč
- 7.  zápas: výhra, zisk je 1 Kč
- 8.  zápas: výhra, zisk je 1 Kč
- 9.  zápas: výhra, zisk je 1 Kč
- 10. zápas: remíza, zisk je -1 Kč

Součet zisků = 1 - 1 + 1 - 1 - 1 - 1 + 1 + 1 + 1 - 1 = 0
Při spravedlivém kurzu nevydělává ani sázkař ani sázející.

### Sázení za snížený kurz
Výpočet uvažuje stejnou situaci pouze s tím rozdílem, že sázející sází za snížený kurz K = 1,8 (ve skutečnosti sázkař ani jiný kurz než snížený nenabízí)
- 1.  zápas: výhra, zisk je 0,8 Kč
- 2.  zápas: remíza, zisk je -1 Kč
- 3.  zápas: výhra, zisk je 0,8 Kč
- 4.  zápas: prohra, zisk je -1 Kč
- 5.  zápas: remíza, zisk je -1 Kč
- 6.  zápas: prohra, zisk je -1 Kč
- 7.  zápas: výhra, zisk je 0,8 Kč
- 8.  zápas: výhra, zisk je 0,8 Kč
- 9.  zápas: výhra, zisk je 0,8 Kč
- 10. zápas: remíza, zisk je -1 Kč

Součet zisků = 0,8 - 1 + 0,8 - 1 - 1 - 1 + 0,8 + 0,8 + 0,8 - 1 = -1
Při sázení za snížený kurz přišel sázející o 1 Kč, což je 10% jeho počátečního kapitálu. Aby neztratil popř. dokonce vydělal, tak by tým musel začít mít lepší výsledky než doposud. To se ale projeví ve statistice a to sleduje i sázkař, takže o to více snižuje kurzy. Jednorázově lze nad sázkařem vyhrát, ale pokud sázející sází pravidelně, jeho peníze dřív nebo později získá sázkař. Z příkladu je patrné, že na to, aby člověk vydělal peníze kurzovým sázením, je potřeba aby se stal sázkařem, ne sázejícím.

## Stanovení množství statistických dat
V příkladu byl kurz stanoven ze statistických výsledků posledních 100 zápasů. Otázka je, kolik je zápasů (událostí) je třeba k získání relevantní statistiky. Pokud tým existuje 20 let a statistika počítá se zápasy za celé období, tak kurz stanovený z této statistiky bude špatný, protože během tohoto období se mohla zcela vyměnit sestava hráčů, vedení i trenéři a výsledky, které dnes tým podává jsou zcela jiné než v minulosti. Pokud statistika počítá např. poslední tři zápasy, tak kurz stanovený z tohoto období bude také špatný, protože tým např. třikrát po sobě vyhrál, ale jinak neustále prohrává. Na otázku kolik je ideální počet zápasů (událostí) k sestavení statistiky neexistuje jednoznačná odpověď. Někteří autoři uvádějí, že k sestavení relevantní statistiky je potřeba alespoň 30 událostí. Období je třeba odvodit logicky. Pokud sázkař posuzuje událost, která nastává zhruba jednou v desetitisících případech a vezme posledních 100 událostí, tak vybere buď vzorek, kde nebude tato událost ani jednou a pravděpodobnost, že událost nastane, tak bude 0% a nebo vybere období, kdy událost nastala, z tohoto vzorku tak vyjde pravděpodobnost, že událost nastává v jednom ze sta případů tedy 1 %, skutečná pravděpodobnost je ale 0,01 %.

## Typy sázkových kurzů
V České republice zaběhnuté kurzy decimální však nejsou standardem ve všech zemích. Je dále známý kurz zlomkový a kurz americký. Níže v jednoduchých krocích se seznámíme, jak převést zlomkový kurz nebo americký kurz na v Čechách užívaný kurz decimální.

### Jak převést zlomkový kurz na decimální?
1. Vyberte si zlomkový kurz, který chcete převést (například ⅕).
2. Vycházejte ze vzorce: zlomkový kurz + 1 = decimální kurz.
3. Do vzorce dosaďte: (⅕) + 1 = 1,2.
4. Výsledkem je decimální kurz.

### Jak převést americký kurz na decimální?
1. Vyberte si americký kurz, který chcete převést (například -400).
2. Upravte si americký kurz na takzvanou absolutní hodnotu. To zjednodušeně znamená, že kladné číslo zůstane kladné, ze záporného však uděláte kladné.
3. Vycházejte ze vzorce: (100/absolutní hodnota amerického kurzu) + 1 = decimální kurz.
4. Do vzorce dosaďte: (100/400) + 1 = 1,25.
5. Výsledkem je decimální kurz.